# دیر ماکر
دیر ماکر (به عربی: دیر ماکر) یک روستا در سوریه است که در استان ریف دمشق واقع شده‌است. دیر ماکر ۳٬۲۲۸ نفر جمعیت دارد.